# قرع (جنس)
القرع أو اليقطين (الاسم العلمي: Cucurbita) جنس من الفصيلة القرعية التي يرجع اصل زراعتها في جبال الأنديز في أمريكا الوسطى. يعتبر هذا جنس مصدرا مهما للغذاء عند البشر، ويستخدم لأغراض أخرى كالشراب والصيدلة، والزيت وفي التنظيف. أُحضرت بعض أنواع القرع إلى أوروبا بعد اكتشاف أمريكا، وفي الوقت الحالي تستخدم في جميع انحاء العالم.
تُزرع خمسة أنواع صالحة للأكل من نباتات القرع وتُستهلك لثمارها وبذورها. تُعرف بأسماء مختلفة مثل القرع، أو اليقطين، أو الكوسا، بناءً على النوع، والسلالة، والمصطلحات المحلية. هناك أنواع أخرى من القرع تُعرف أيضًا بـ"قرع القارورة"، وهي موطنها إفريقيا وتنتمي إلى جنس الدباء، الذي ينتمي إلى نفس العائلة والفصيلة تحت العائلة مثل جنس القرع، ولكنه ينتمي إلى قبيلة مختلفة. تُستهلك الثمار الصغيرة لهذه الأنواع بطرق مشابهة لتلك الخاصة بجنس القرع.
تعد معظم أنواع القرع نباتات عشبية متسلقة يصل طولها إلى عدة أمتار ولها محاليق، ولكن طُورت أصناف غير متسلقة تُعرف بـ"الشجيرات" من نوعي C. pepo وC. maxima. تحمل نباتات القرع أزهارًا صفراء أو برتقالية من نوعين: أزهار أنثوية تنتج الثمار، وأزهار ذكرية تنتج حبوب اللقاح. تُلقح العديد من أنواع أمريكا الشمالية والوسطى عن طريق نحل متخصص، بينما تزورها أيضًا حشرات أخرى ذات أنماط تغذية عامة مثل نحل العسل.
هناك جدل حول التصنيف العلمي لهذا الجنس، ويتراوح عدد الأنواع المعترف بها من 13 إلى 30 نوعًا. الأنواع الخمسة المستأنسة هي: Cucurbita argyrosperma، وC. ficifolia، وC. maxima، وC. moschata، وC. pepo. يمكن التعامل مع جميع هذه الأنواع كقرع شتوي، حيث يمكن تخزين الثمار الناضجة لعدة أشهر. ومع ذلك، فإن C. pepo يشمل بعض الأصناف التي تُفضل استخدامها كقرع صيفي.
ثمار جنس القرع غنية بالعناصر الغذائية، مثل فيتامين أ وفيتامين سي، إلى جانب عناصر غذائية أخرى تختلف حسب النوع. تُستخدم الثمار في العديد من الوصفات مثل فطيرة اليقطين، والبسكويت، والخبز، والحلويات، والبودينغ، والمشروبات، والشوربات. تُزرع الآن على نطاق واسع حول العالم. وعلى الرغم من أنها فواكه من الناحية النباتية، إلا أن أنواع القرع مثل الكوسا تُطهى وتُؤكل عادة كخضروات. أما اليقطين فيُستخدم بطرق أكثر تنوعًا، حيث يُستهلك كخضار أو كحلوى مثل فطيرة اليقطين.

## الوصف
تُصنَّف أنواع القرع إلى مجموعتين رئيسيتين. تضمُّ المجموعة الأولى الكروم السنوية أو المعمرة قصيرة العمر والتي تُعدّ من النباتات المحبة للرطوبة (mesophytic)، مما يعني أنها تحتاج إلى إمدادات مائية مستمرة تقريبًا. أما المجموعة الثانية فهي نباتات معمرة تنمو في المناطق الجافة وتُعدّ من الجفافيات (xerophytic)، مما يعني أنها تتحمل الظروف الجافة. وقد اشتُقَّت الأنواع المزروعة من المجموعة الأولى.
تنمو نباتات القرع بارتفاع أو طول يتراوح بين 5 و15 مترًا (15 إلى 50 قدمًا)، وتنتج السيقان محاليق تساعدها على التسلق على النباتات والهياكل المجاورة أو الامتداد على الأرض. معظم الأنواع لا تُنتج جذورًا بسهولة من العقد، باستثناء C. ficifolia، بينما تفعل الأنواع المزروعة الأربعة الأخرى ذلك بدرجة أقل. ويمكن أن تصبح كروم الأنواع المعمرة شبه خشبية إذا تُركت لتنمو. هناك تنوع كبير في الحجم والشكل واللون بين ثمار القرع، وحتى داخل النوع الواحد. يُعدُّ نوع C. ficifolia استثناءً، حيث يتميز بتجانسه الشكلي الكبير. التنوع التشكلي في نوعي C. pepo وC. maxima كبير جدًا لدرجة أن بعض الأنواع الفرعية والأصناف الخاصة بهما قد صُنفت خطأً كأنواع منفصلة تمامًا.
تمتاز الأنواع المزروعة من القرع عادةً بأوراق مفصصة بخمسة فصوص أو مقسمة بشكل راحة يد، وتكون سيقان الأوراق طويلة، والأوراق مرتبة بالتناوب على الساق. في بعض الأنواع، تكون السيقان زاويّة. جميع الأجزاء التي تنمو فوق سطح الأرض قد تكون مغطاة بشعيرات مختلفة الأنواع، وغالبًا ما تكون صلبة وحادة. تنمو المحاليق النابضية من كل عقدة، وتكون متفرعة في بعض الأنواع. يتميز نوع C. argyrosperma بأوراق بيضوية على شكل قلب. شكل أوراق C. pepo متنوع بشكل واسع. نباتات C. moschata يمكن أن تكون مغطاة بشعيرات خفيفة أو كثيفة. أوراق C. ficifolia زاويّة قليلاً وتحتوي على شعيرات خفيفة. قد تحتوي أوراق الأنواع الأربعة على بقع بيضاء أو لا تحتوي.
الأنواع أحادية الجنس، حيث تحمل كل نبتة أزهارًا ذكورية (سداة) وأنثوية (متاع)، وتنمو الأزهار بشكل منفرد من محاور الأوراق. تحتوي الأزهار على خمس بتلات ملتحمة صفراء إلى برتقالية (التويجية) وكأس خضراء على شكل جرس. تحتوي الأزهار الذكرية في عائلة القرعيات بشكل عام على خمسة أسدية، ولكن في القرع يوجد ثلاثة فقط، وتتصل أسديتها بحيث تبدو كأنها واحدة. تمتاز الأزهار الأنثوية بسيقان زهرية سميكة ومبيض سفلي مع 3–5 مآبر، ولكل مئبر فصّان. الأزهار الأنثوية لنوعي C. argyrosperma وC. ficifolia لها تويج أكبر من الأزهار الذكرية. أزهار C. pepo الأنثوية لها كأس صغير، بينما الكأس في الأزهار الذكرية لنوع C. moschata قصيرة نسبيًا.

ثمار القرع كبيرة الحجم ولحمية. يصنِّف علماء النبات ثمار القرع على أنها نوع خاص من الثمار اللبية يُعرف باسم pepo. يُشتق هذا النوع من الثمار من مبيض سفلي، وله جدار خارجي سميك أو قشرة تتكوّن من أنسجة الوعاء الزهري (hypanthium) التي تشكِّل طبقة القشرة الخارجية (exocarp) حول المبيض، بينما يتكون الجزء الداخلي اللحمي من الطبقة الوسطى (mesocarp) والطبقة الداخلية (endocarp). يُستخدم مصطلح pepo بشكل رئيسي للإشارة إلى ثمار عائلة القرعيات (Cucurbitaceae)، حيث يكون هذا النوع من الثمار شائعًا، لكنه يُطلق أحيانًا أيضًا على ثمار زهرة الآلام والكاريكا. البذور التي تكون متصلة بجدار المبيض (parietal placentation) وليس بمركز الثمرة، كبيرة ومسطحة إلى حدٍّ ما، وتحتوي على جنين كبير يتكوَّن بشكل شبه كامل من فلقتين. يتفاوت حجم الثمار بشكل كبير: يمكن أن تكون الثمار البرية صغيرة جدًا بحجم 4 سنتيمترات (حوالي 1.5 بوصة)، بينما يمكن أن يتجاوز وزن بعض الأنواع المزروعة 300 كيلوغرام (660 رطلاً). سجلت الثمرة الأكبر حجمًا في العالم عام 2014 على يد بيني ماير من سويسرا، حيث بلغ وزنها 1,054 كيلوغرامًا (2,323.7 رطلاً).

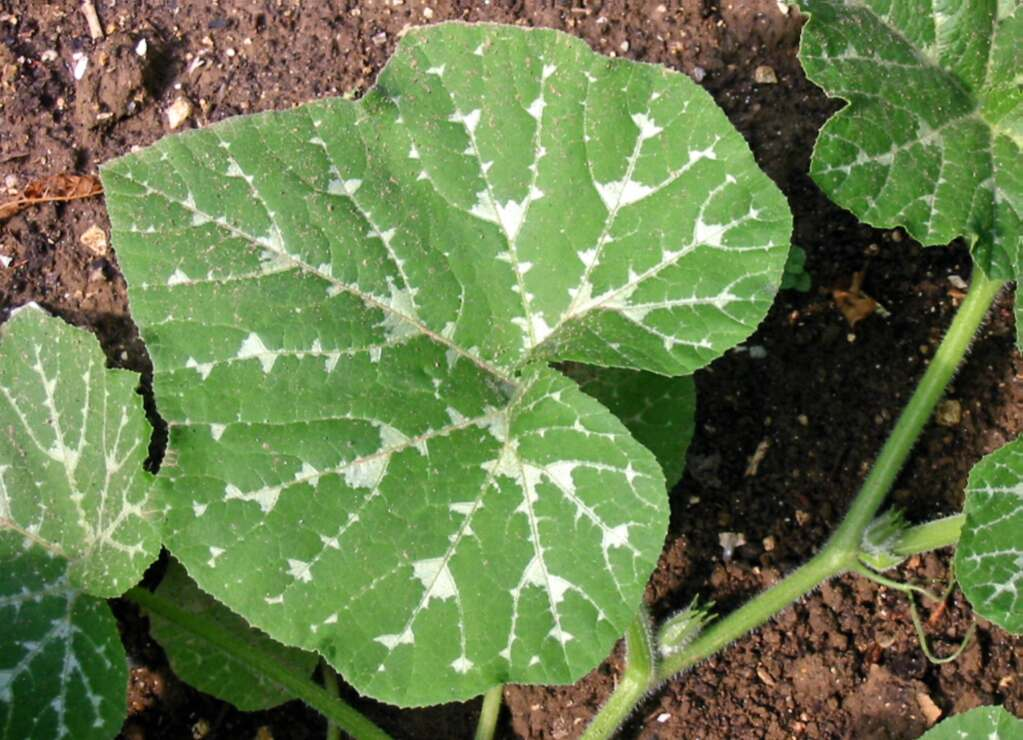
غالبًا ما تحتوي أوراق نبات القرع المسكي على بقع بيضاء بالقرب من الأوردة.
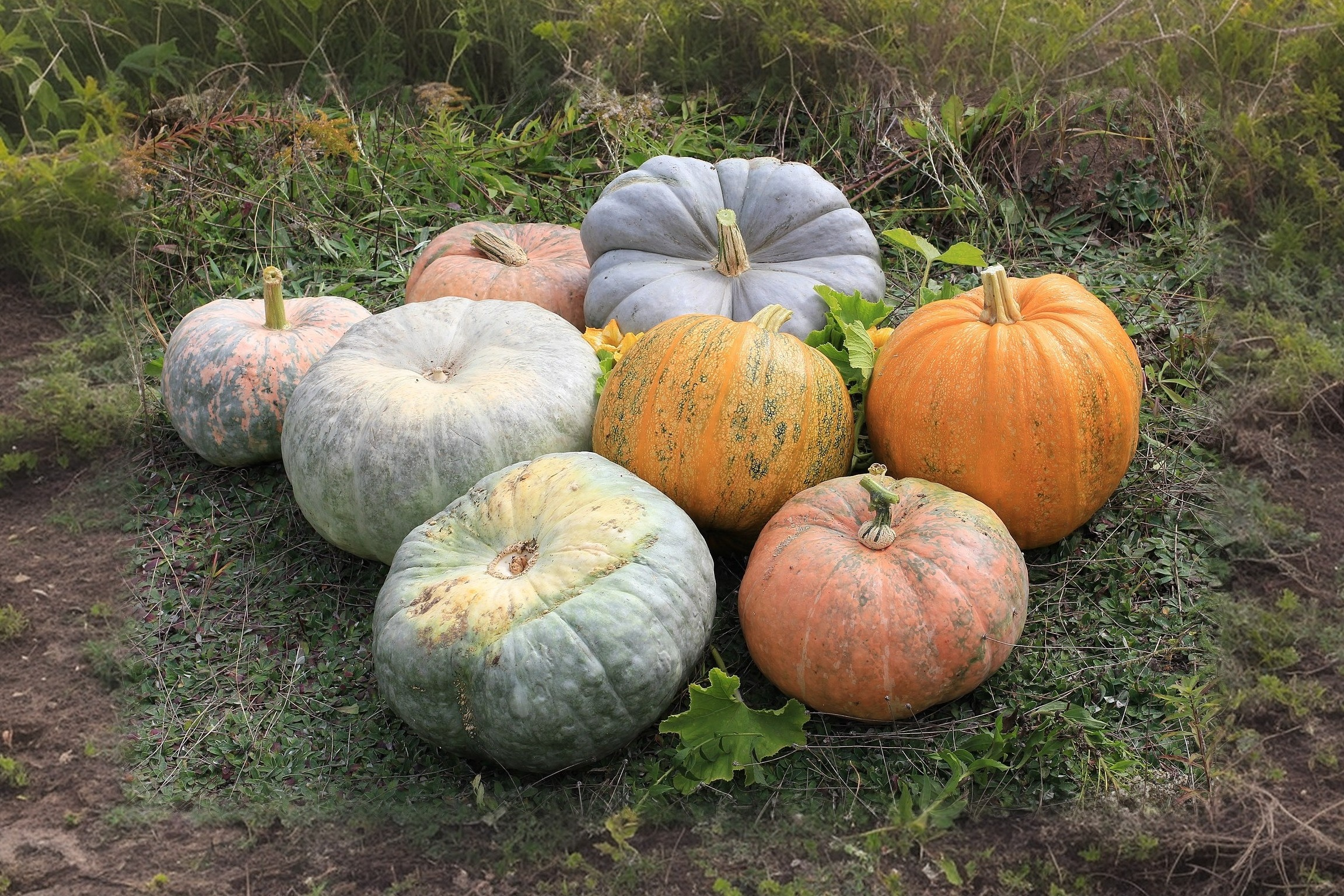
قرعتان برتقاليتان لامعتان من نوع C. pepo، في المنتصف على اليمين؛ والباقي من القرع، نوع C. maxima

### علم الأحياء التكاثري
تحتوي جميع أنواع القرع على 20 زوجًا من الكروموسومات.
تتلقى العديد من الأنواع في أمريكا الشمالية والوسطى زيارات من ملقحات متخصصة من فصيلة نحل العسل (Eucerini)، خصوصًا من الجنسين Peponapis وXenoglossa. يعد نحل القرع هذا ضروريًا لضمان إنتاج الثمار بعد التلقيح.
يزداد عدد البذور في الثمار وحجمها واحتمالية نضوجها عندما يُطبق المزيد من حبوب اللقاح على الميسم، وهي ظاهرة تُعرف بـ"زينية" (xenia). لهذا السبب، تُلقح الثمار المزروعة لأغراض تنافسية يدويًا لزيادة عدد البذور. وقد لوحظ غياب البذور في بعض أصناف C. pepo.
تشمل العوامل الحرجة للإزهار وإنتاج الثمار عوامل فيزيولوجية، مثل عمر النبات ووجود ثمار نامية بالفعل. يُعد هرمونا النبات الإيثيلين والأكسين أساسيين في تكوين الثمار وتطورها. يعزز الإيثيلين إنتاج الأزهار الأنثوية، ولكن عندما يكون للنبات ثمرة نامية، تقل احتمالية نضوج الأزهار الأنثوية الجديدة، وهي ظاهرة تُعرف بـ"سيطرة الثمرة الأولى". في هذه الحالة، تصبح الأزهار الذكرية أكثر شيوعًا بسبب انخفاض إنتاج الإيثيلين الطبيعي في الساق. يمكن استخدام منظم نمو النبات Ethephon، الذي يتحول إلى إيثيلين بعد عملية الأيض داخل النبات، لزيادة إنتاج الثمار والبذور. رغم أن الأنواع المختلفة من القرع يمكن أن تنتج ثمارًا صحية بعد التلقيح الذاتي، فإن الاكتئاب الداخلي (inbreeding depression) يمكن أن يقلل بشكل كبير من عدد البذور وحجم الثمار.
يُعد هرمون النبات الجبرلين، الذي يُنتج في الأسدية، ضروريًا لتطور جميع أجزاء الأزهار الذكرية. ومع ذلك، لا تزال عملية تطور الأزهار الأنثوية غير مفهومة تمامًا. الجبرلين له أيضًا دور في عمليات أخرى في تطور النبات، مثل نمو البذور والسيقان.

#### الإنبات ونمو البذور

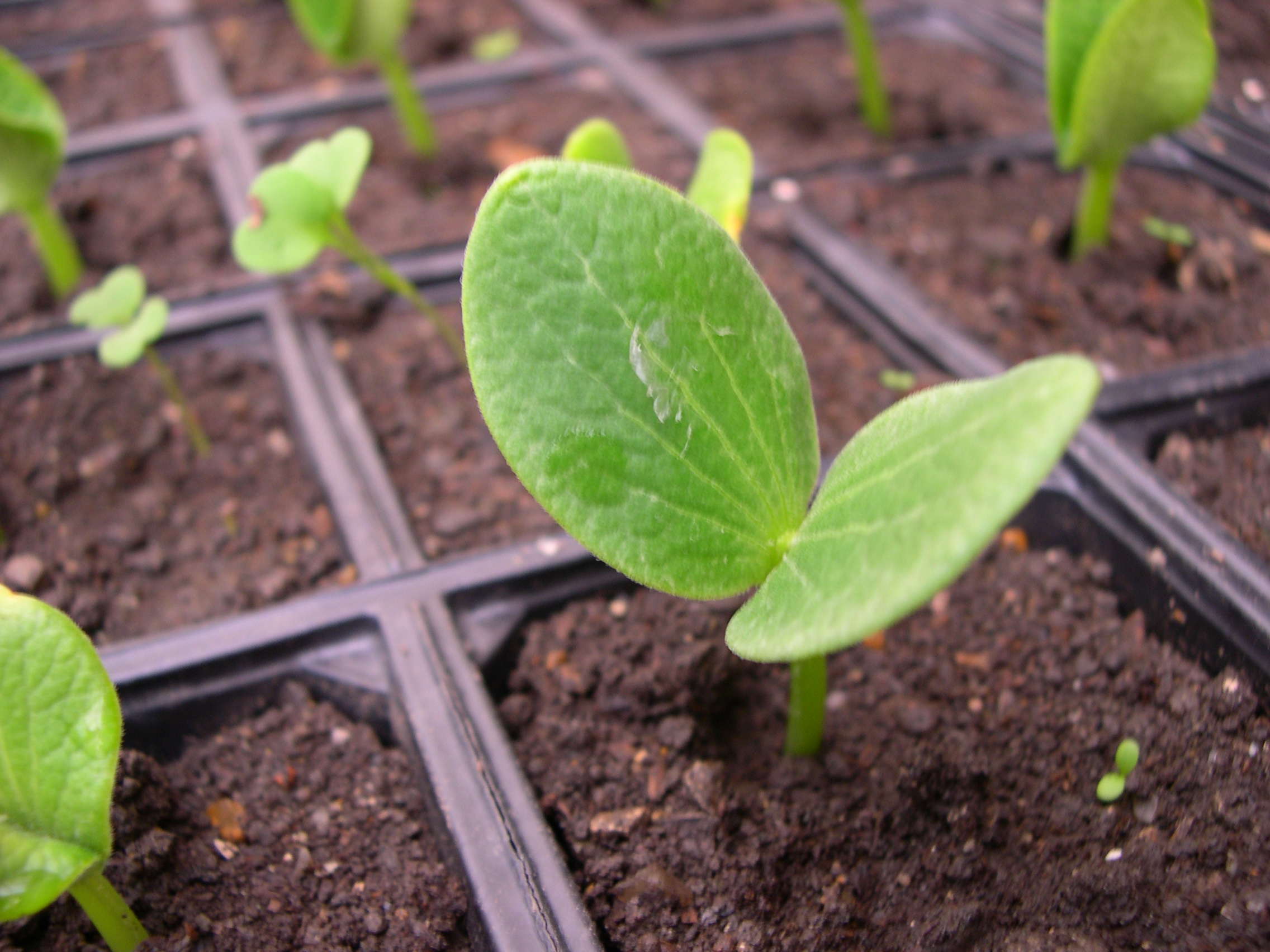
شتلة Kabocha بعد سبعة أيام من زراعتها

تصل البذور إلى أقصى قدرة على الإنبات في نوع C. moschata بعد مرور 45 يومًا على التلقيح، ويبلغ وزن البذور حدّه الأقصى بعد 70 يومًا. تنمو بعض أصناف C. pepo بشكل أفضل عندما تتعرض لثماني ساعات من أشعة الشمس يوميًا، وتُزرع على عمق 12 مليمترًا. أما البذور المزروعة على عمق يزيد عن 125 مليمترًا، فمن غير المحتمل أن تنبت. وفي النوع C. foetidissima، وهو نوع عشبي، لا تستطيع النباتات التي يقل عمرها عن 19 يومًا إعادة النمو من الجذور إذا أُزيلت السيقان. وفي دفعة بذور بمعدل إنبات 90%، تجاوزت نسبة النباتات التي نمت 90% بعد مرور 29 يومًا من الزراعة.
أظهرت التجارب أن زيادة كمية حبوب اللقاح المطبقة على الميسم، إلى جانب زيادة عدد البذور وحجم الثمار (كما هو مذكور في تأثير الزينية)، يؤدي أيضًا إلى تسريع إنبات البذور وزيادة حجم الشتلات. تؤثر التراكيب المختلفة من العناصر الغذائية المعدنية والإضاءة بشكل كبير على مراحل النمو المختلفة للنبات، وتختلف هذه التأثيرات بشكل ملحوظ بين الأنواع المختلفة من القرع. يتكون نوع من الفوسفور المخزن يسمى الفايتات في أنسجة البذور على شكل بلورات كروية داخل أجسام بروتينية تُعرف بالجلوبيودات. ويُستهلك الفايتات مع غيره من العناصر الغذائية بالكامل خلال نمو الشتلات.
للملوثات المعدنية الثقيلة، بما في ذلك الكادميوم، تأثير سلبي كبير على نمو النباتات. كما أن نباتات القرع التي تُزرع في فصل الربيع تنمو بشكل أكبر من تلك التي تُزرع في فصل الخريف.

## التصنيف
وُصف جنس القرع رسميًا بما يتوافق مع نظام تسمية النبات الحديث من قِبل كارل لينيوس في كتابه Genera Plantarum، الطبعة الخامسة لعام 1754، بالتزامن مع الطبعة الأولى من أنواع النباتات عام 1753. يُعتبر نوع Cucurbita pepo النوع النمطي للجنس. في البداية، شمل لينيوس الأنواع C. pepo، وC. verrucosa، وC. melopepo (كلاهما يُعتبر الآن ضمن C. pepo)، بالإضافة إلى C. citrullus (البطيخ، الذي يُعرف الآن باسم Citrullus lanatus)، وC. lagenaria (يُعرف الآن باسم Lagenaria siceraria). هذان الأخيران ليسا من جنس القرع ولكن ينتميان إلى الفصيلة القرعية (Cucurbitaceae).
تشمل مجموعات الأنواع Cucurbita digitata، وC. foetidissima، وC. galeotti، وC. pedatifolia الجفافيات، وهي معمرة تنمو في المناطق الجافة ولها جذور تخزينية. أما بقية الأنواع، بما في ذلك الأنواع الخمسة المستأنسة، فهي نباتات ميزوفايتية (محبة للرطوبة)، إما سنوية أو معمرة قصيرة العمر، ولا تمتلك جذورًا تخزينية. تفصل الحواجز التكاثرية غالبًا بين الأنواع الخمسة المستأنسة، ولكل منها خصائص فيزيولوجية مختلفة. يمكن أن يحدث التشاكس بين الأنواع: مثل C. pepo مع C. argyrosperma وC. moschata، وC. maxima مع C. moschata. كما يحدث التهجين بسهولة داخل الفصيلة القرعية. وقد استُخدمت C. foetidissima (اليقطين البري) كوسيط في التهجين، حيث يمكن تهجينه مع جميع أنواع القرع الشائعة.
اُقترحت معالجات تصنيفية مختلفة لجنس القرع تتراوح بين 13 و30 نوعًا. في عام 1990، قام خبير القرع مايكل ني بتصنيفها إلى 13 مجموعة معروفة غالبًا، تتضمن 27 نوعًا إجمالاً. فيما يلي التصنيف حسب المجموعة والأصل الجغرافي:
C. argyrosperma (مرادف C. mixta) – يقطين كوشو؛ الأصل: المكسيك
C. kellyana – الساحل الغربي للمكسيك
C. palmeri – الساحل الشمالي الغربي للمكسيك
C. sororia – ساحل المحيط الهادئ للمكسيك إلى نيكاراغوا، شمال شرق المكسيك
C. digitata – يقطين بأوراق شبيهة بالأصابع؛ الأصل: جنوب غرب الولايات المتحدة وشمال غرب المكسيك
- C. californica
- C. cordata
- C. cylindrata
- C. palmata
- C. ecuadorensis – ساحل الإكوادور على المحيط الهادئ
- C. ficifolia – يقطين بأوراق شبيهة بأوراق التين؛ الأصل: المكسيك، بنما، شمال تشيلي والأرجنتين
- C. foetidissima – يقطين كريه الرائحة؛ الأصل: المكسيك
- C. scabridifolia – يُرجح أنه هجين طبيعي بين C. foetidissima وC. pedatifolia
- C. galeottii – أصل غير معروف؛ واهاكا، المكسيك
- C. lundelliana – المكسيك، غواتيمالا، بليز
- C. maxima – يقطين الشتاء؛ الأصل: الأرجنتين، بوليفيا، الإكوادور
- C. andreana – الأرجنتين
- C. moschata – يقطين الجوزة، أصلها: بوليفيا، كولومبيا، الإكوادور، المكسيك، بنما، بورتوريكو، فنزويلا
- C. okeechobeensis – فلوريدا
- C. martinezii – ساحل الخليج المكسيكي والمرتفعات
- C. pedatifolia – كيريتارو، المكسيك
- C. moorei
- C. pepo – يقطين الحقل، القرع الصيفي؛ الأصل: المكسيك، الولايات المتحدة
- C. fraterna – تاماوليباس ونويفو ليون، المكسيك
- C. texana – تكساس، الولايات المتحدة
- C. radicans – كالاباسيلا، كالابازا دي كوياتي؛ الأصل: وسط المكسيك
- C. gracilior

يتطابق تصنيف مايكل ني مع التصنيفات التي وردت في دراستين أجراهما فريق نباتي بقيادة رودس وبيميس في عامي 1968 و1970. اعتمدت الدراستان على تجميع إحصائي لعدة انماط مظهرية لـ21 نوعًا. لم تكن البذور لدراسة أعضاء الأنواع الإضافية متاحة. جُمع ستة عشر نوعًا من الأنواع الـ 21 في خمس مجموعات مع تصنيف الأنواع الخمسة المتبقية بشكل منفصل: 
صُنفت الأنواع على النحو التالي:
1. C. digitata, C. palmata, C. californica, C. cylindrata, C. cordata
2. C. martinezii, C. okeechobeensis, C. lundelliana
3. C. sororia, C. gracilior, C. palmeri، كما وُصِفَت C. argyrosperma بأنها قريبة من الأنواع الثلاثة السابقة
4. C. maxima, C. andreana
5. C. pepo, C. texana

أما الأنواع: C. moschata, C. ficifolia, C. pedatifolia, C. foetidissima, C. ecuadorensis، فقد صُنفتكمجموعات مستقلة نظرًا لعدم تقاربها الكبير مع الأنواع الأخرى.

### علم الوراثة العرقي
لم يتم التوصل إلى معرفة كاملة للعلاقات الوراثية داخل جنس القرع، وما زالت الأبحاث جارية حتى عام 2014. يعتمد مخطط النسل التالي لتطور القرع على دراسة أجريت عام 2002 حول حمض نووي مُتَقَدِّرِيّ بواسطة سانجور وزملائه.

### التوزيع والموئل

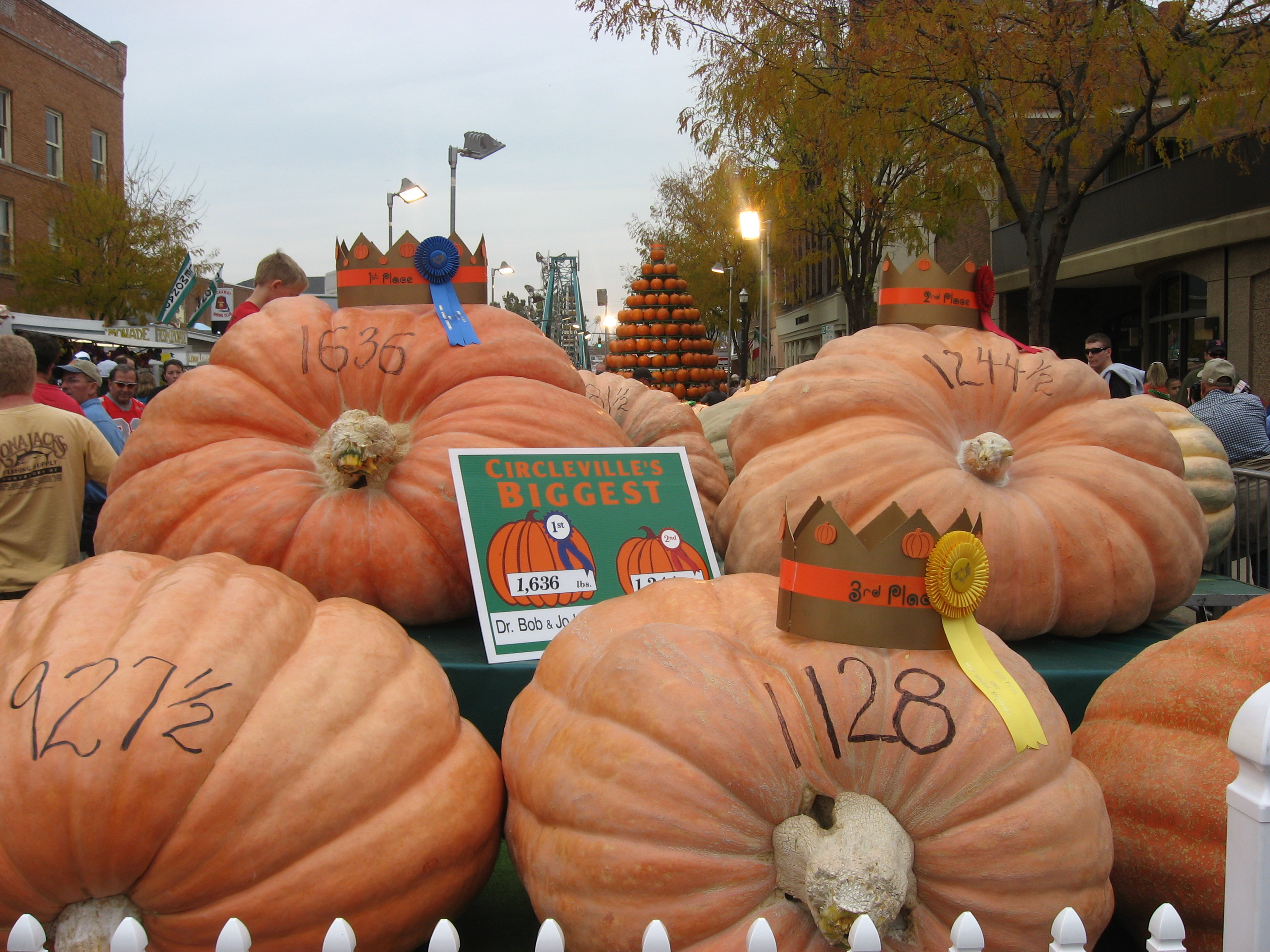
يقطينة حائزة على مهرجان عام 2009 وتزن 742 كيلوغرام (1,636 رطل)

كانت الأنواع السلفية لجنس القرع موجودة في الأمريكتين قبل وصول البشر، وهي موطنها الأصلي هناك. يُرجَّح أن مركز نشأتها كان جنوب المكسيك، حيث انتشرت جنوبًا عبر ما يُعرف الآن بمنطقة وسط أمريكا وصولًا إلى أمريكا الجنوبية، وشمالًا إلى ما يُعرف الآن بالجنوب الغربي للولايات المتحدة. من الناحية التطورية، يُعتبر جنس القرع حديث النشأة نسبيًا، حيث يعود تاريخه إلى العصر الهولوسيني، بينما تعود عائلة القرعيات (Cucurbitaceae)، الممثلة في بذور شبيهة بـ Bryonia، إلى العصر الباليوسيني. تشير الدراسات الجينومية الحديثة إلى أن جنس القرع شهد حدث تضاعف كامل للجينوم، مما زاد عدد الكروموسومات وسرَّع من معدل تطور جينوماته مقارنة بالقرعيات الأخرى. لا يوجد أي نوع داخل هذا الجنس معزول جينيًا تمامًا. يمكن لنوع C. moschata أن يتقاطع مع جميع أنواع القرع الأخرى، على الرغم من أن النسل الهجين قد لا يكون خصبًا إلا إذا أصبح متعدد الصيغ الصبغية.
تشير الأدلة إلى أن استئناس القرع يعود إلى أكثر من 8,000 عام، من المناطق الجنوبية لكندا حتى الأرجنتين وتشيلي. تمتد مراكز الاستئناس من منطقة مستجمعات نهر المسيسيبي وتكساس عبر المكسيك وأمريكا الوسطى إلى شمال وغرب أمريكا الجنوبية. من بين 27 نوعًا حدَّدها ني (Nee)، هناك خمسة أنواع مستأنسة. أربعة منها، وهي C. argyrosperma وC. ficifolia وC. moschata وC. pepo، نشأت وتم استئناسها في وسط أمريكا؛ أما النوع الخامس، C. maxima، فقد نشأ واُستئنس في أمريكا الجنوبية.
داخل C. pepo، كان اليقطين، و قرع Pattypan، وربما القرع الخرشوفي قدماء واُستئنسوا في أوقات ومناطق مختلفة. تمتلك الأشكال المستأنسة من C. pepo ثمارًا أكبر من الأشكال غير المستأنسة، بالإضافة إلى بذور أكبر ولكنها أقل عددًا.في دراسة عام 1989 حول أصول وتطور C. pepo، اقترح عالم النبات هاري باريس أن العينات البرية الأصلية كانت ذات ثمرة صغيرة ومستديرة وأن اليقطينة الحديثة هي سليل مباشر لها. أشار إلى أن القرع الخرشوفي، وقرع الزينة، و قرع Pattypan هي متغيرات مبكرة، وأن الاسكواش هو مزيج بين قرع Pattypan واليقطين.

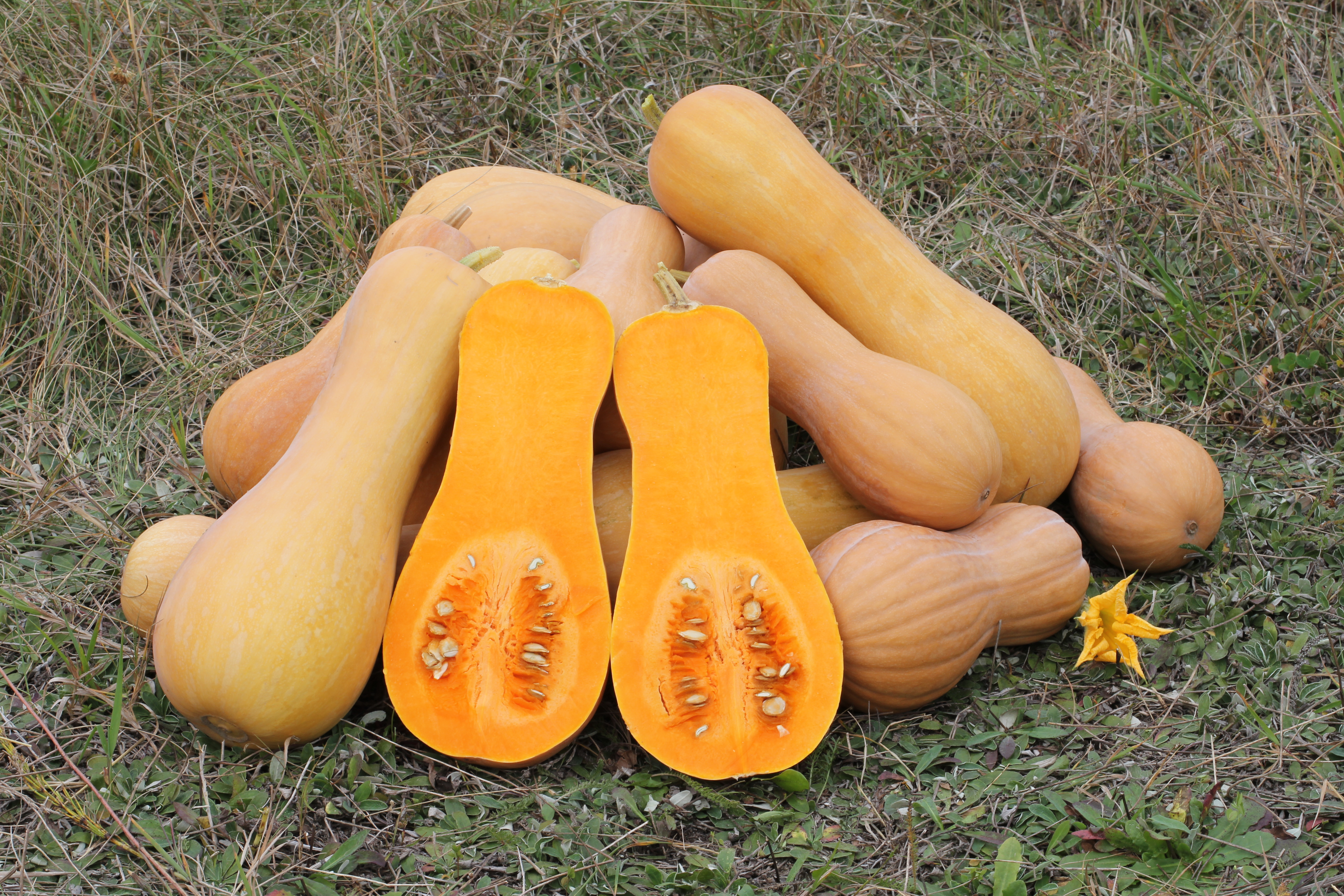
C. moschata 'Butternut

C. argyrosperma ليس منتشرًا مثل الأنواع الأخرى. الشكل البري C. a. subsp. sororia موجود من المكسيك إلى نيكاراغوا، وأشكاله المزروعة تُستخدم في منطقة أوسع تمتد من بنما إلى الولايات الجنوبية الشرقية في الولايات المتحدة. من المحتمل أنه هُجن للحصول على بذوره، التي تحتوي على زيت وبروتين بكميات كبيرة، ولكن لحمها ذو جودة أقل مقارنةً بC. moschata وC. pepo. ينمو في نطاقات ارتفاع واسعة: من مستوى سطح البحر حتى ارتفاع 1,800 متر (5,900 قدم) في المناطق الجافة، وعادةً ما يُزرع باستخدام الري، أو في المناطق التي لديها موسم أمطار محدد، حيث تُزرع البذور في مايو ويونيو.
كان يُعتقد أن C. ficifolia وC. moschata آسيوية المنشأ، ولكن دُحض هذا الرأي. منشأ C. ficifolia هو أمريكا اللاتينية، على الأرجح من جنوب المكسيك، أمريكا الوسطى، أو جبال الأنديز. تنمو على ارتفاعات تتراوح بين 1,000 إلى 3,000 متر (3,300 إلى 9,800 قدم) في مناطق ذات أمطار غزيرة. لا تتكيف جيدًا مع تهجين الأنواع الأخرى المزروعة نظرًا لاختلافات كبيرة في الإنزيمات والكروموسومات.
C. maxima نشأت في أمريكا الجنوبية قبل أكثر من 4,000 عام، على الأرجح في الأرجنتين وأوروغواي. النباتات حساسة للصقيع وتفضل الضوء الساطع والتربة ذات درجة الحموضة من 6.0 إلى 7.0. لم تبدأ C. maxima في الانتشار إلى أمريكا الشمالية حتى بعد وصول كريستوفر كولومبوس. كانت الأنواع في الاستخدام لدى شعوب الولايات المتحدة الأصلية في القرن السادس عشر. أنواع C. maxima تشمل:
- triloba[65]

- zapallito[66]

- zipinka[67]

- الموز

- Delicious

- Hubbard

- Marrow (C. maxima Marrow)

- Show

- Turban[68]

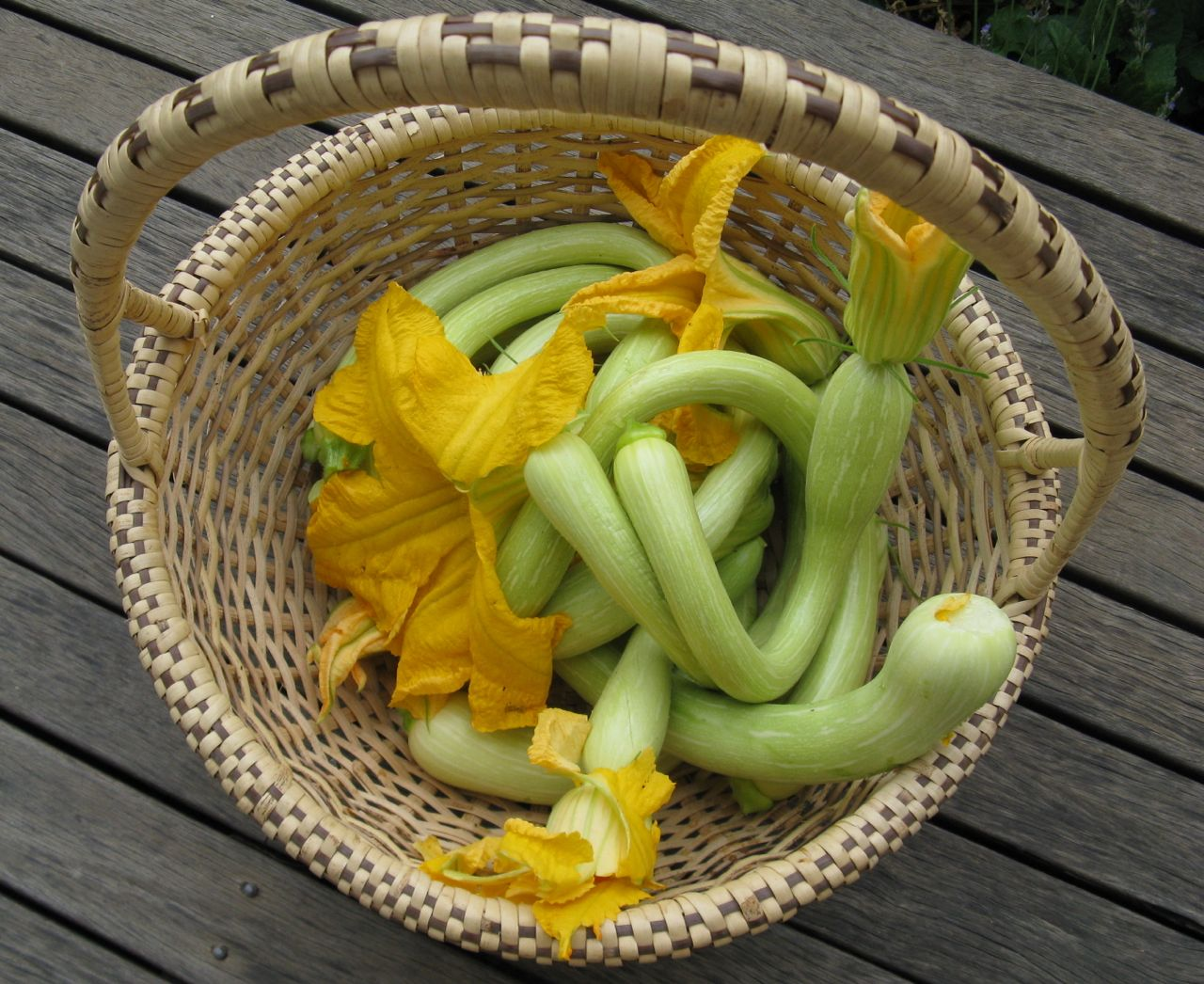
يتم تناول ثمار صنف "ترومبونشينو" من مجموعة القرع المنحني (C. moschata) إما عندما تكون صغيرة جدًا، أو كقرع شتوي ناضج.

C. moschata هو نبات أصلي في أمريكا اللاتينية، ولكن لم يُحدد موقع المنشأ بدقة. لقد وُجد في المكسيك، بليز، غواتيمالا، وبيرو لمدة 4,000 إلى 6,000 سنة وانتشر إلى بوليفيا، الإكوادور، بنما، بورتو ريكو، وفنزويلا. هذه الأنواع مرتبطة بشكل وثيق بـ C. argyrosperma. نوع معروف باسم "Seminole Pumpkin" كان يُزرع في فلوريدا منذ قبل وصول كولومبوس. أوراقه تتراوح بين 20 و 30 سنتيمتر (8 إلى 12 بوصة) عرضًا. عمومًا، ينمو في المناطق المنخفضة من السواحل الحارة التي تسقط عليها أمطار غزيرة، ولكن عُثر على بعض الأنواع في ارتفاعات تتجاوز 2,200 متر (7,200 قدم). تشمل مجموعات C. moschata الجبن، القرع الخرشوفي(C. moschata)، والجرس.
C. pepo هو أحد أقدم الأنواع المزروعة، إن لم يكن الأقدم، وأماكنه المعروفة تعود إلى واهاكا، المكسيك، 8,000 إلى 10,000 سنة مضت، وOcampo، تاماوليباس، المكسيك، حوالي 7,000 سنة مضت. يُعرف أنه ظهر في ولاية ميزوري، الولايات المتحدة، منذ ما لا يقل عن 4,000 سنة. هناك جدال مستمر حول منشأ C. pepo منذ على الأقل عام 1857. كان هناك نظريتان متعارضتان تقليديًا حول منشأها: 1) أنها سليل مباشر لـ C. texana، و2) أن C. texana مجرد نبات بري C. pepo. النظرية الأكثر حداثة لعالم النبات توماس أندريس في 1987 هي أن سلالات من C. fraterna تزاوجت مع C. texana، مما أدى إلى حدثين مختلفين للتربية في منطقتين مختلفتين: واحدة في المكسيك والأخرى في الولايات المتحدة الشرقية، حيث تُعتبر C. fraterna وC. texana على التوالي الأنواع الأصلية. يمكن أن يظهر C. pepo في العالم القديم قبل أن ينتقل من المكسيك إلى أمريكا الجنوبية. يُزرع من مستوى سطح البحر إلى ما يزيد قليلاً عن 2,000 متر (6,600 قدم). أوراقه تكون 3-5 فصوص وتتراوح بين 20 و 35 سنتيمتر (8 إلى 14 بوصة) عرضًا. جميع الأنواع الفرعية، الأنواع المختلفة، والأنواع المزروعة قابلة للتكاثر المتبادل. في 1986، اقترح باريس تصنيفًا مُعدلًا للنباتات المزروعة من C. pepo استنادًا أساسًا إلى شكل الثمار، مع ثمانية مجموعات. يمكن تضمين أغلب الأنواع المزروعة تقريبًا في هذه المجموعات. هناك نوع غير مزروع للزينة فقط: C. pepo var. ovifera.
تصنيف أصناف C. pepo المزروعة على أساس مجموعات باريس الثماني والصنف غير الصالح للأكل
| مجموعة الصنف     | الاسم النباتي                                         | صورة                                           | الوصف |
| ---------------- | ----------------------------------------------------- | ---------------------------------------------- | --- |
| Acorn            | C. pepo var. turbinata                                | Green acorn squashes                           | الكوسة الشتوية، سواء كانت نبات شجيري أو متسلق، شكلها بيضاوي أو مخروطي، مدبب عند القمة مع أخاديد طولية، مما يشكل قمة دوارة. مثال: Acorn squash |
| Cocozzelle       | C. pepo var. Ionga                                    | Slender green Cocozzelle squash                | الكوسة الصيفية، ثمرة طويلة مستديرة ورفيعة تميل إلى أن تكون منتفخة عند القمة، مشابهة للكوسة سريع النمو، مثال: Cocozelle von tripolis |
| قرع معقوف        | C. pepo var. torticollia (also torticollis)           | Yellow curved squash                           | الكوسة الصيفية، نبات شجيري، بثمار صفراء، ذهبية، أو بيضاء طويلة ومنحنية عند النهاية وعادة ما تكون ذات قشرة مروقة (مغطاة بالنتوءات)، مثال:قرع معقوف |
| اليقطين          | C. pepo var. pepo                                     | Round orange pumpkin                           | الكوسة الشتوية، نبات متسلق، ذات شكل دائري، شبه كروي، أو بيضاوي ومستديرة أو مسطحة على الأطراف، مثال: اليقطين؛ تشمل C. pepo subsp. pepo var. styriaca، المستخدمة لزيت بذور يقطين ستيريا |
| Scallop          | C. pepo var. clypeata; called C. melopepo by Linnaeus | Whitish round squash                           | الكوسة الصيفية، تفضل بيئة نصف شجيرية، ذات شكل مسطح أو دائري قليلًا، مع تحدب أو حواف استوائية، مثال: كوسة Pattypan |
| Straightneck     | C. pepo var. recticollis                              | Yellow straight squashes                       | الكوسة الصيفية، نبات شجيري، بثمار صفراء أو ذهبية وقشرة مروقة، مشابهة للنوع var. torticollia ولكن بانتشار على الطرف الساقي، مثال: Straightneck squash |
| Vegetable marrow | C. pepo var. fastigata                                | White oval squash                              | الكوسة الصيفية والشتوية، صفات نبات متسلق ونصف شجيري، لون من الكريم إلى الأخضر الداكن، ثمرة قصيرة مستديرة مع قمة واسعة قليلاً، مثال: قرع المعكرونة (نوع شتوي) |
| كوسة             | C. pepo var. cylindrica                               | Slender green squash                           | الكوسة الصيفية، حاليًا المجموعة الأكثر شيوعًا من الأصناف المزروعة، الأصل حديث (القرن التاسع عشر)، نبات نصف شجيري، ثمرة أسطوانية بقطر متسق إلى حد كبير، مشابهة للكوسة سريع النمو، مثال: الكوسة |
| قرع الزينة       | C. pepo var. ovifera                                  | Squash that is that half yellow and half green | غير صالح للأكل، كوسة ميدانية ذات علاقة وثيقة بـ C. texana، موطن متسلق، سيقان رقيقة، أوراق صغيرة، ثلاثة مجاميع فرعية: C. pepo var. ovifera (بيضوي، كمثري الشكل)، C. pepo var. aurantia (لون برتقالي)، وC. pepo var. verrucosa (القرع المستدير المغطى بالنتوءات)، يوجد قرع زينة في تكساس وتُعرف باسم var. texana ويوجد قرع الزينة خارج تكساس (إلينوي، ميزوري، أركنساس، أوكلاهوما، ولويزيانا) تُعرف باسم var. ozarkana |

## علم البيئة
أنواع القرع تُستخدم كغذاء للنباتات من قبل يرقات بعض أنواع الفراشات، بما في ذلك فراشة الملفوف (Mamestra brassicae)، Hypercompe indecisa، وعثة اللفت (Agrotis segetum). قد يكون القرع عرضةً للإصابة من الآفات مثل Bemisia argentifolii (عثة التبغ) وكذلك المنية (Aphididae)، خنافس القثاء (Acalymma vittatum وDiabrotica undecimpunctata howardi)، و Anasa tristis، ودودة كرمة الكوسا (Melittia cucurbitae)، وسوس العنكبوت القراص (Tetranychus urticae). تُسبب حشرات القرع أضرارًا كبيرة للنباتات بسبب لعابها السام جدًا.خنفساء القرع الأحمر (Aulacophora foveicollis) هي آفة خطيرة على نباتات القرع، وخاصةً اليقطين الذي يمكن أن تزيل الأوراق. الكوسا عرضة للأمراض مثل تعفن الجذور البكتيري (Erwinia tracheiphila)، داء العفن (Colletotrichum spp)، تعفن المغزلاوية (Fusarium spp)، داء البياض الزغبي (اللفحة، العفن المائي)، وعفن الدقيقي (Erysiphe spp). الردود الدفاعية ضد الأمراض الفيروسية والفطرية والبكتيرية على الأوراق لا تتضمن الكوسرتين.
أنواع جنس القرع عرضة لبعض أنواع فيروس البلازم والتبرقش، بما في ذلك فيروس تبرقش الخيار (CMV)، فيروس التبقع الحلقي في البابايا-سلالة الكوسا (PRSV)، فيروس تبرقش القرع (SqMV)، فيروس التبقع الحلقي التبغي (TRSV)، فيروس تبرقش البطيخ (WMV)، وفيروس التبرقش الأصفر لزهرة الكوسة (ZYMV). PRSV هو الفيروس الوحيد بين هذه الفيروسات الذي لا يؤثر على جميع أنواع القرع. فيروس تبرقش القرع وفيروس تبرقش الخيار هما الأكثر شيوعًا بين أنواع الكوسا. تظهر أعراض هذه الفيروسات درجة عالية من التشابه، مما يؤدي غالبًا إلى الحاجة للتحقيق في المختبر لتحديد الفيروس الذي يؤثر على النباتات.

## الزراعة

### التاريخ

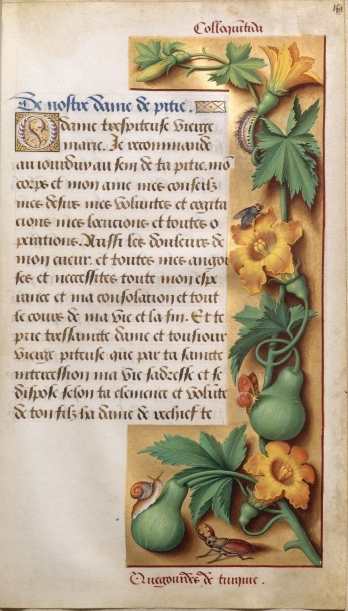
1503–1508 أول صورة للقرعيات في أوروبا.

كان الجنس جزءًا من ثقافة مجموعات الشعوب الأصلية تقريبًا من جنوب أمريكا الجنوبية إلى جنوب كندا. لا توجد أنواع زراعية حديثة من القرع في البرية. أظهرت الدراسات الجينية لدنا متقدرة nad1 أنه كان هناك على الأقل ستة أحداث تدجين مستقلة من القرع تفصل الأنواع الداجنة عن أسلافها البرية. تشمل الأنواع الأصلية في أمريكا الشمالية C. digitata (calabazilla)، وC. foetidissima (buffalo gourd)، C. palmate (coyote melon)، وC. pepo. بعض الأنواع، مثل C. digitata وC. ficifolia، يُشار إليها على أنها قرعيات. يُطلق على القرعيات، التي تُستخدم كأوعية أو أوعية، اسم قثاء (gourds)، والمعروفة أيضًا باسم bottle-gourds، التي تنتمي إلى جنس Lagenaria وموطنها الأصلي إفريقيا. تنتمي Lagenaria  إلى نفس الأسرة والقبيلة الفرعية للقرع ولكن في قبيلة مختلفة.
أقدم دليل معروف على تدجين القرع يعود إلى ما لا يقل عن 8,000 سنة، متقدمًا تدجين المحاصيل الأخرى مثل الذرة والبازلاء في المنطقة بحوالي 4,000 سنة. عُثرعلى هذا الدليل في كهف قويلين ناكويتز في ولاية واهاكا، المكسيك، خلال سلسلة من الحفريات في الستينيات والسبعينيات، وربما بدأ في عام 1959. عُثر على دليل قوي على تدجين C. pepo في كهف قويلين ناكويتز على شكل زيادة في سمك القشرة والسويقة السفلية الأكبر في طبقات التصنيف الأحدث من الكهف. بحلول حوالي 8,000 سنة قبل الحاضر، كانت عضي C. pepo التي عُثر عليها ثابتة أكثر من 10 ملليمترات (3⁄8 بوصة) سمكًا. دائمًا ما تكون عضيات القرع البرية أقل من هذه العتبة 10 ملم. تشير التغييرات في شكل ولون الفاكهة إلى أن تربية متعمدة لـ C. pepo قد حدثت بحلول وقت لاحق من 8,000 سنة قبل الحاضر. خلال نفس الإطار الزمني، زاد سمك القشرة من 0.84-1.15 ملم (1⁄32-3⁄64 بوصة). تشير الدراسات الجينية الحديثة إلى أن Cucurbita argyrosperma قد دُجنت في المكسيك، في المنطقة التي تُعرف حاليًا باسم ولاية خاليسكو.
دُجن القرع أولاً، تلته الذرة ثم الفاصوليا، ليصبح جزءًا من نظام الزراعة الثلاثي الشقيق لنباتات التعاون. الكلمة الإنجليزية "سكوَاش" مشتقة من askutasquash (شيء أخضر يُؤكل نيئًا)، وهي كلمة من لغة Narragansett، التي وثقها روجر ويليامز، مؤسس ولاية رود آيلاند، في كتابه المنشور عام 1643 "A Key Into the Language of America". توجد كلمات مماثلة للقرع في اللغات ذات الصلة في عائلة اللغات الألغونكوية.

### الإنتاج
في عام 2021، بلغ الإنتاج العالمي للقرع (بما في ذلك القثاء واليقطين) 23.4 مليون طن، بقيادة الصين بنسبة 32٪ من الإجمالي (الجدول). كانت أوكرانيا وروسيا والولايات المتحدة من المنتجين الثانويين.
| إنتاج القرع والدباء (٢٠٢١)                    | إنتاج القرع والدباء (٢٠٢١) |
| البلد                                         | الإنتاج (مليون طن)         |
| --------------------------------------------- | -------------------------- |
| الصين                                         | 7.4                        |
| أوكرانيا                                      | 1.3                        |
| روسيا                                         | 1.2                        |
| الولايات المتحدة                              | 1.1                        |
| تركيا                                         | 0.8                        |
| المكسيك                                       | 0.7                        |
| إيطاليا                                       | 0.6                        |
| إندونيسيا                                     | 0.5                        |
| مصر                                           | 0.4                        |
| العالم                                        | 23.4                       |
| *بضمنهم اليقطين المصدر: للأمم المتحدة FAOSTAT |                            |

## السميّة
الكوكوربيتنين هو حمض أميني وحمض كربوكسيلي بيريوليدين يوجد في بذور القرع النيئة. إنه يبطئ تطور المثقوبات الطفيلية عندما تُعطى للفئران المضيفة المصابة، على الرغم من أن التأثير لا يظهر إلا إذا بدأت الإدارة مباشرة بعد الإصابة.
الكوكورموسين هو بروتين معطل للريبوزومات يوجد في لب وبذور القرع، وخاصةً القرع المسكي.
الكوكوربيتاسين هو ستيرويد نباتي موجود في القرع البري وفي كل عضو من عائلة Cucurbitaceae. سام للثدييات، يوجد بكمية كافية لتخويف الحيوانات العاشبة. يجعل القرع البري وأغلب يقطين الزينة، باستثناء البعض من C. fraterna و C. sororia، مرة الطعم. تناول كمية كبيرة من الكوكوربيتاسين يمكن أن يسبب تقلصات في المعدة، إسهال، وحتى انهيار. هذه المرارة شائعة خاصة في القرع البري؛ في أجزاء من المكسيك، تُفرك الفاكهة على ثدي المرأة لإرضاع الأطفال. بينما أزالت عملية التدجين المرارة من الأصناف المزروعة، توجد تقارير قليلة بين الحين والآخر حول الكوكوربيتاسين تسبب المرض في البشر.يستخدم الكوكوربيتاسين أيضًا كجاذب في مصائد الحشرات.

## الاستخدام

### القيمة الغذائية
كمثال على القرع، يحتوي القرع الصيفي النيء على 94% ماء، 3% كربوهيدرات، و 1% بروتين، وبدون دهون تقريبًا (الجدول). في 100 غرام من الحصة المرجعية النيئة، يوفر القرع 69 كيلو جول (16 سعرة حرارية) من الطاقة الغذائية وغني بفيتامين سي (20% من الكميّة الغذائيّة المرجعيّة اليوميّة، DV)، معتدل في فيتامين B6 وريبوفلافين (12-17% الكميّة الغذائيّة المرجعيّة اليوميّة)، ولكن خلاف ذلك خالٍ تقريبًا من المغذيات الهامة (الجدول)، على الرغم من أن محتوى المغذيات قد يختلف إلى حد ما بين أنواع القرع المختلفة.
تحتوي بذور القرع على فيتامين هـ، بروتين خام، وفيتامينات بي وعدة معادن غذائية (انظر الجدول التغذوي في بذور اليقطين). أيضًا، توجد في بذور القرع زيوت غير مشبعة ومشبعة، وأحماض النخيل، والأوليك، واللينوليك الدهنية، بالإضافة إلى الكاروتينات.

### الطهي
تحتوي عائلة Cucurbitaceae على العديد من الأنواع المستخدمة كغذاء للإنسان. تعتبر أنواع القرع من الأهم بين تلك الأنواع، حيث تُعد وتؤكل بطرق مختلفة. على الرغم من أن السيقان والقشرة يكونون أكثر مرارة من لب الفاكهة، فإن الفواكه والبذور من الأصناف المزروعة تكون عادةً صالحة للأكل وتحتاج إلى القليل من التحضير أو قد لا تحتاج. يمكن أن يسبب التلقيح المتبادل مع الأنواع السامة مرارة في النباتات من الجيل التالي، ويجب عدم تناولها. يمكن تناول الأزهار وأوراق الشابة وأطراف البراعم أيضًا. يمكن تخزين بذور الفواكه لفترات طويلة، لا سيما الأنواع الشتوية الحلوة بطبقات القشر السميكة غير القابلة للأكل. يحتوي القرع الصيفي على قشرة رقيقة قابلة للأكل. يمكن تحميص بذور كل من هذه الأنواع، أو تناولها نيئة، أو صنع زيت بذور اليقطين منها،  أو طحنها إلى دقيق أو طحين. يُزرع القرع أساسًا لسوق الأغذية الطازجة.

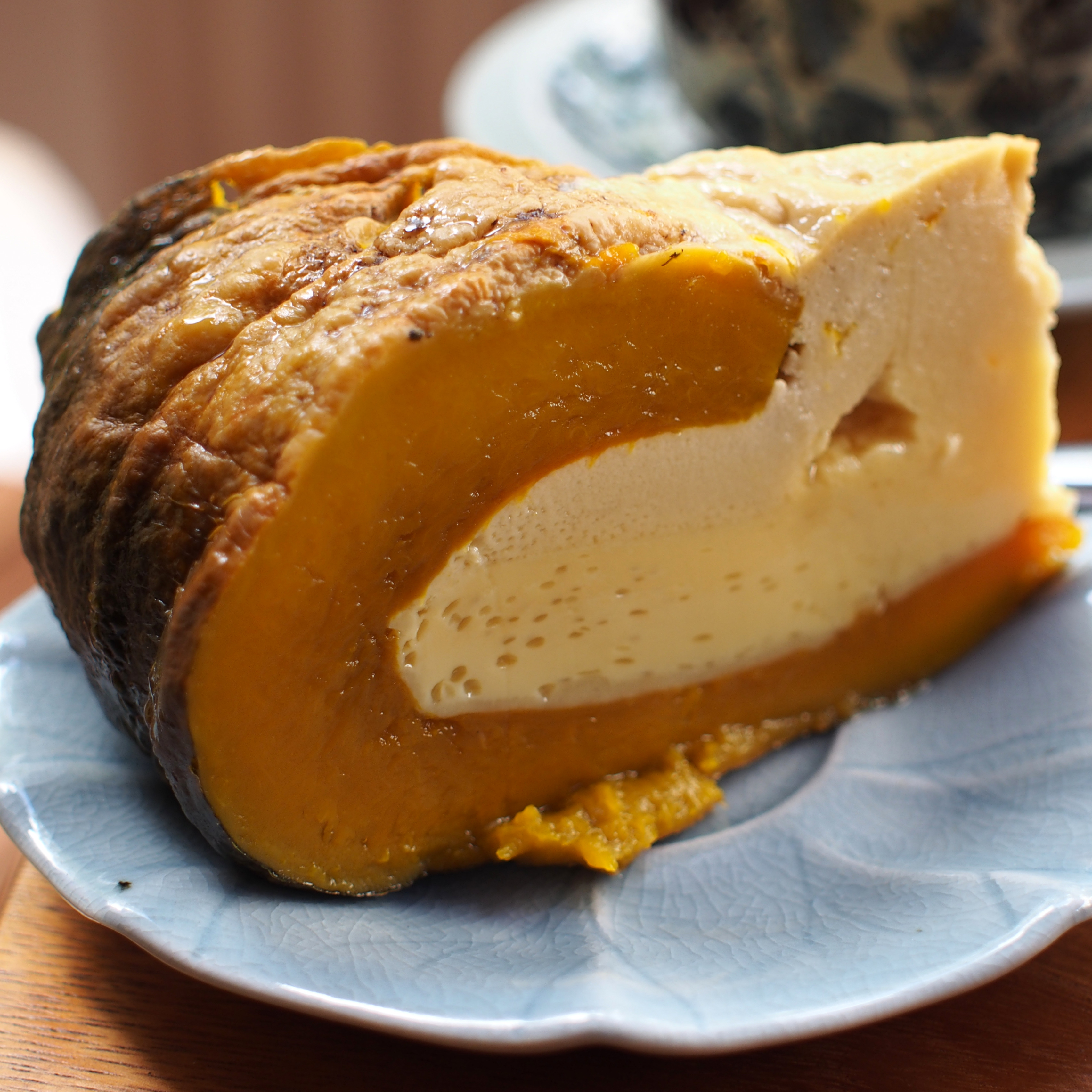
يتم إعداد كاسترد اليقطين من كابوتشا، وهو نوع مزروع من C. maxima

قبل الاتصال الأوروبي، كان القرع مصدرًا غذائيًا رئيسيًا لشعوب أمريكا الأصليين. أصبحت هذه الأنواع غذاءً مهمًا للمستوطنين الأوروبيين، بما في ذلك الحجاج، الذين تناولوه حتى في عيد الشكر الأول. يستخدم اليقطين التجاري عادةً في فطيرة اليقطين هو من أنواع C. moschata؛ ليبي، أكبر منتج لليقطين المعالج، يستخدم سلالة خاصة من نوع ديكنسون من C. moschata لليقطين المعلب. تشمل الأطعمة الأخرى التي يمكن صنعها باستخدام أعضاء هذه الفصيلة البسكويت، والخبز،و كعك الجبن، والحلويات، والدوناتس، والجرانولا، والآيس كريم، وأطباق اللازانيا، والفطائر، والبودنج، وزبدة اليقطين، والسلطات، والشوربات، والحشوة. شوربة اليقطين هي طبق في المطبخ الأفريقي. الأنواع التي تتحمل الجفاف تُثبت فائدتها في البحث عن الأطعمة المغذية التي تنمو بشكل جيد في المناطق الجافة.
في الهند، يُطهى اليقطين (ghiya) مع المأكولات البحرية مثل الجمبري. في فرنسا، تُقدم الجارات (courges) تقليديًا على هيئة غراتان، تُهرس وتُطهى مع الزبدة والحليب والبيض، وتُنكه بالملح والفلفل وجوزة الطيب، وكذلك الشوربات. في إيطاليا، تُقدم الكوسا والقرع الكبير في مجموعة متنوعة من الأطباق الإقليمية، مثل cocuzze alla puviredda المطبوخة بزيت الزيتون والملح والأعشاب من بولية؛ torta di zucca من لغرية، أو torta di zucca e riso من إميليا-رومانيا، حيث يُحول القرع إلى حشوة فطيرة مع الزبدة، والريكوتا، وجبن بارميزان، والبيض، والحليب؛ وتُستخدم كصلصة للباستا في أطباق مثل spaghetti alle zucchine من صقلية. في اليابان، تؤكل أنواع من الكوسا مثل اليقطين الصغير C. moschata (الكابوتشا) مسلوقًا مع صلصة السمسم، مقليًا كطبق تمبورا، أو تشكيلها ككرات مع البطاطا الحلوة واليام الجبلي الياباني.

## في الثقافة

### الفن، الموسيقى، والأدب

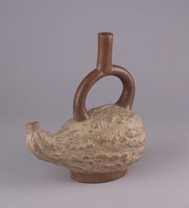
أوعية خزفية للقرع، ثقافة موجة. 300 م. متحف لاركو.

بالإضافة إلى الذرة والفاصوليا، تم تصوير القرع في الأعمال الفنية لشعوب أمريكا الأصلية لمدة لا تقل عن 2000 عام. على سبيل المثال، غالبًا ما تُمثل النباتات القرعية في السيراميك الموجي.
رغم أنه موطن في نصف الكرة الغربي، بدأ القرع في الانتشار إلى أجزاء أخرى من العالم بعد وصول كريستوفر كولومبوس إلى العالم الجديد في عام 1492. حتى وقت قريب، كانت أقدم الصور المعروفة لهذا الجنس في أوروبا عبارة عن صورة لـ Cucurbita pepo في De Historia Stirpium Commentarii Insignes عام 1542 بواسطة عالم النبات الألماني ليونارت فوش، ولكن في عام 1992، حُددت لوحتان، واحدة لـ C. pepo وواحدة لـ C. maxima، رسمت بين عامي 1515 و1518، في الفساتين في فيلا فارنسينا في روما.

### الاستخدامات في تنظيف العناية الشخصية
يحتوي C. foetidissima على مادة صابونين يمكن استخلاصها من الفاكهة والجذر. يمكن استخدامها كصابون، شامبو، ومنظف. التلامس المطول يمكن أن يسبب تهيج الجلد. كما يستخدم القرع في مستحضرات التجميل.

### العلاجات الشعبية
استخدمت النباتات القرعية في مختلف الثقافات كعلاجات شعبية. استخدم الأمريكيون الأصليون القرع لعلاج الديدان المعوية والأمراض البولية. تُبني هذا العلاج الشعبي الأمريكي من قبل الأطباء الأمريكيين في القرن التاسع عشر كأدوية لطرد الديدان. في جنوب شرق أوروبا، أُستخدمت بذور C. pepo لعلاج المثانة العصبية وتضخم البروستات الحميد. في ألمانيا، أُعتمدت بذور القرع من قبل لجنة E لتقييم الطب الشعبي والأعشاب لعلاج حالات المثانة المتهيجة ومشاكل التبول من مراحل تضخم البروستات، على الرغم من أن المونوغراف المنشور في عام 1985 لاحظ نقص الدراسات الدوائية التي يمكن أن تدعم النشاط السريري المستمد من التجربة. في الولايات المتحدة الأمريكية، بدلاً من ذلك، أصدرت إدارة الغذاء والدواء حظرًا على بيع جميع الأدوية غير الموصوفة لعلاج تضخم البروستات في عام 1990.
في الصين، استخدمت بذور C. moschata أيضًا في الطب التقليدي الصيني لعلاج مرض بلهارسيا ولطرد الديدان الشريطية.
في المكسيك، يستخدم المعالجون بالأعشاب C. ficifolia مع الاعتقاد بأنه يخفض مستويات السكر في الدم.

### المهرجانات

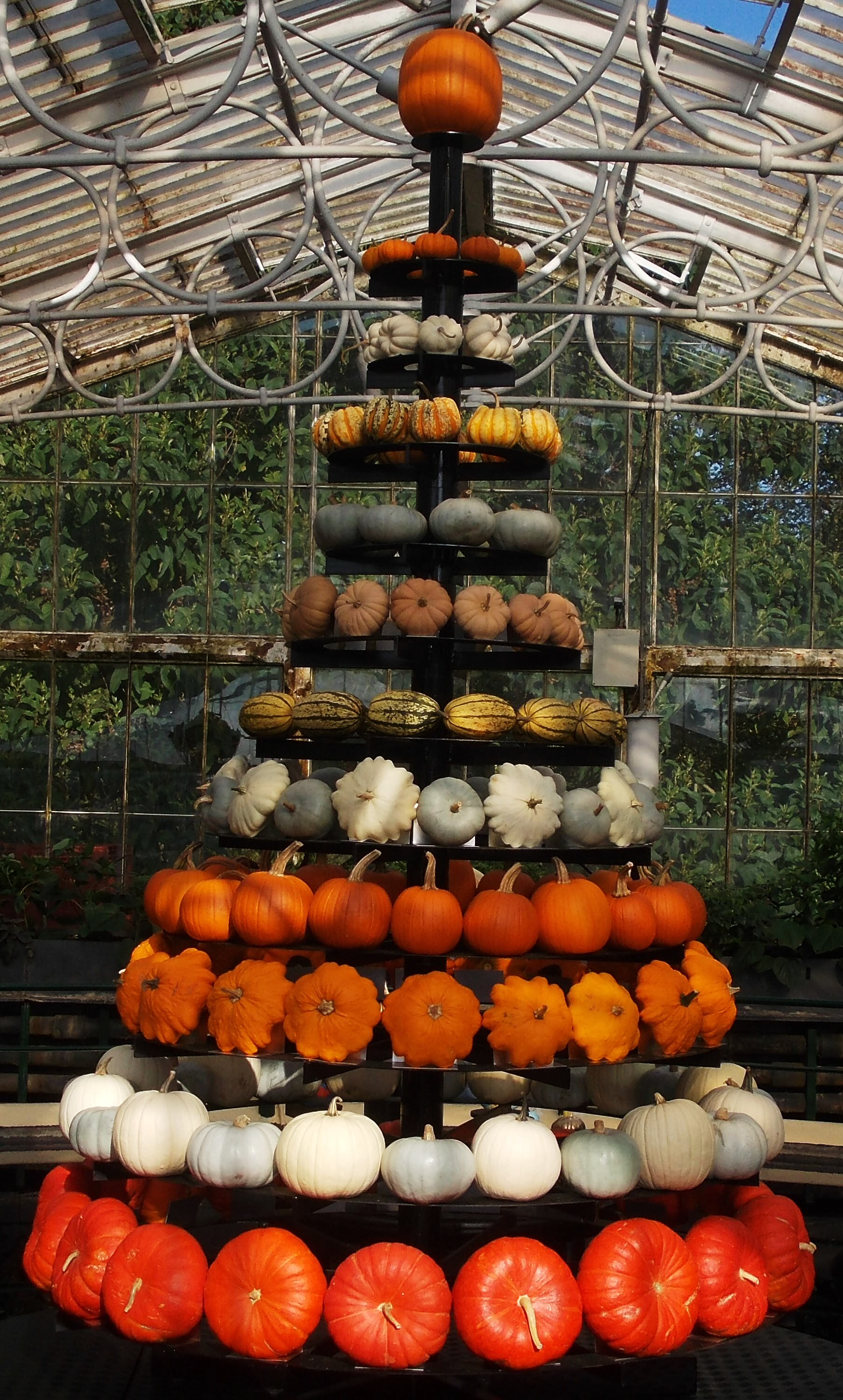
هرم من القرع في Waterlily House، حدائق كيو، 2013

يُحتفل بالفواكه القرعية بما في ذلك القرع في مهرجانات في بلدان مثل الأرجنتين، والنمسا،وبوليفيا، وبريطانيا، وكندا، وكرواتيا، وفرنسا، وألمانيا، والهند، وإيطاليا، واليابان، وبيرو، والبرتغال، وإسبانيا، وسويسرا، والولايات المتحدة. تقيم الأرجنتين مهرجاناً سنوياً على مستوى البلاد يسمى Fiesta Nacional del Zapallo (مهرجان القرع الوطني)، في سريز، سانتا في، حيث تُختار Reina Nacional del Zapallo (ملكة القرع الوطنية) في اليوم الأخير من المهرجان. في البرتغال، يُنظم مهرجان Festival da Abóbora de Lourinhã e Atalaia ("مهرجان الكوسة والقرع في لورينها وآتاليا") في مدينة لورينها، التي تُسمى عاصمة الكوسة الوطنية (عاصمة القرع الوطنية). ويُستضاف في لودفيغسبورغ، ألمانيا، مهرجان القرع الأكبر في العالم كل عام. في بريطانيا، عُرضت كوسا عملاقة تزن 54.3177 كيلوغرام (119 رطلاً 12 أونصة) في مهرجان الزهور الخريفي في هاروغيت في عام 2012. في الولايات المتحدة الأمريكية، يُمارس "pumpkin chucking" (إلقاء القرع) بشكل تنافسي، حيث تُستخدم آلات مثل المنجنيقات والبنادق الهوائية لتدفق القرع بأقصى قدر ممكن. يُقام مهرجان قرع كيين سنوياً في نيو هامبشر، وفي عام 2013، سُجل الرقم القياسي العالمي لأكبر عدد من مصابيح اليقطين المضاءة في مكان واحد، 30,581 يوم 19 أكتوبر 2013.